# Бигинське сільське поселення
Би́гинське сільське поселення (рос. Быгинское сельское поселение) — муніципальне утворення у складі Шарканського району Удмуртії, Росія. Адміністративний центр — присілок Старі Биги.

## Населення
Населення — 1131 особа (2015; 1082 в 2012, 1071 в 2010).

## Територія
Площа поселення становить 63,15 км², з них сільськогосподарські угіддя — 52,45 км², під водоймами — 12 га, під лісами — 365 га. Переважають суглинисті ґрунти. Ліси мішані з переважанням ялини, ялиці, сосни та берези.

## Склад
До складу поселення входять такі населені пункти:
| Населений пункт         | Населення, осіб (2010) | Населення, осіб (2012) |
| ----------------------- | ---------------------- | ---------------------- |
| Верхній Казес, присілок | 0                      | 0                      |
| Восток, починок         | 2                      | 2                      |
| Нижні Биги, присілок    | 167                    | 172                    |
| Нижній Казес, присілок  | 267                    | 274                    |
| Старі Биги, присілок    | 635                    | 634                    |

## Господарство
У поселенні працюють 7 приватних підприємств, з яких 5 зі сфери торгівлі та одне сільськогосподарське, діє пилорама. Соціальна сфера представлена 3 сільськими клубами, 3 фельдшерсько-акушерськими пунктами, 2 садочками, школою та бібліотекою.
Сільське господарство займається вирощуванням зернових, кормових культур та картоплі. Тваринництво займається розведенням великої рогатої худоби та свиней.